# A New Stereophonic Sound Spectacular
A New Stereophonic Sound Spectacular è il primo album della band fiamminga Hoover, rinominata in seguito Hooverphonic. Il gruppo esordisce con sonorità elettroniche accomunabili al genere trip hop. Il disco ottiene subito un buon riscontro, soprattutto per la promozione offertagli dal regista Bernardo Bertolucci che inserisce il primo singolo estratto, 2 Wicky, nella colonna sonora del film Io ballo da sola.
La band, nonostante sia alla prima esperienza discografica, impone subito una propria identità musicale. Infatti, elemento che caratterizzerà il loro sound - per quanto possa essere variato nel corso degli anni seguenti - e sarà sempre presente, è il campionamento di riff musicali e un massiccio utilizzo di strumenti acustici come sezioni d'archi, fiati e ottoni.
In A New Stereophonic Sound Spectacular si riscontrano atmosfere molto soffuse, la presenza dell'acustica è molto attenuata e non ingombra le basi elettroniche, date dalla tastiera di Frank Duchêne e dalla chitarra di Raymond Greets che accompagnano la voce velata di Liesje Sadonius. Il disco è insomma un ottimo esempio di sperimentazione trip hop, genere molto in voga durante gli anni '90.
Dall'album saranno estratti 4 singoli: 2 Wicky, Wardrope, Barabas e Inhaler.

## Tracce
1. Inhaler - (Callier, Geerts) - 5:11
2. 2 Wicky - (Bacharach, Callier, David, Geerts, Henry) - 4:44
3. Wardrope - (Callier) - 4:31
4. Plus Profond - (Callier) - 4:25
5. Barabas - (Callier) - 3:50
6. Cinderella - (Callier, Duchêne, Geerts, Sadonius) - 3:52
7. Nr. 9 - (Callier) - 3:38
8. Sarangi - (Callier) - 4:16
9. Someone - (Callier, Duchêne, Geerts, Sadonius) - 4:11
10. Revolver - (Callier) - 3:54
11. Innervoice - (Callier, Geerts) - 4:34

## Crediti
- Liesje Sadonius: Vocals
- Alex Callier: Keyboards, Programming
- Raymond Geerts: Guitar, Breathing
- Frank Duchêne: Keyboards, Engineer
- Eric Bosteels: Drums
- Stefan Bracoval: Flute
- Sven Muller: Bass
- Jake Davies: Mixing - Assistant
- Kees De Visser: Mastering
- Roland Herrington: Mixing
- Hooverphonic Producer, Engineer, Mixing
- Roy Ooms: Photography